# 마성역
마성역(麻城驛)은 경상북도 문경시 마성면 외어리에 있는 문경선의 역이다.
문경선 개통 당시 인근 봉명광업소 등에서 생산되는 광석을 수송하는 것이 주된 업무였으나 1995년 영업을 중지하였고 2008년에 폐역되었다. 이후 마성역은 철거되었고 마성역 구내 뒤편으로 철도 차량 제작 회사인 성신RST 공장이 들어섰다.

## 연혁
- 1968년 11월 5일 : 역사신축 착공
- 1968년 12월 30일 : 역사신축 준공
- 1969년 6월 20일 : 보통역으로 영업 개시[1]
- 1977년 5월 16일 : 소화물 취급중지[2]
- 1993년 3월 20일 : 무배치간이역으로 격하 및 화물취급 중지[3]
- 1995년 4월 1일 : 영업 중지[4]
- 2008년 1월 1일 : 폐역[5]